# Echt (groupe)
 (février 2017).
Echt est un groupe de pop allemand des années 1990.

## Histoire
Les membres se rencontrent dans leur école de Flensbourg et montent un premier groupe, "Seven Up", avec le soutien de leur professeur de musique.
Le groupe obtient son plus grand succès en 1999 avec le single Du trägst keine Liebe in dir. Leur album Freischwimmer est numéro un des ventes.
La plupart des titres des albums sont écrites par Kai Fischer sous le pseudonyme de Jonathan Löwenherz. Les chansons les plus connues sont des adaptations de chansons d'origine étrangère comme celles de Michel van Dyke. Dans leurs premiers concerts, ils reprennent d'autres groupes comme Selig, dont l'ancien producteur Franz Plasa collabore avec Echt.
Bien que leur public se compose principalement de jeunes filles, les membres du groupe ne pensent pas être un boys band, se produisant comme n'importe quel groupe de pop.
À l'été 2000, Echt reprend Junimond, une chanson de Rio Reiser. Elle fait partie de la bande originale du film Crazy de Hans-Christian Schmid. C'est le dernier succès du groupe qui se sépare en 2002.
En 2011, le groupe se reforme à l'occasion du concert rendant hommage à Walter Welke.

## Discographie
Singles
- 1998: Alles wird sich ändern
- 1998: Wir haben’s getan
- 1998: Wo bist du jetzt
- 1999: Fort von mir
- 1999: Du trägst keine Liebe in dir
- 2000: Weinst du
- 2000: Junimond
- 2000: 2010
- 2001: Wie geht es dir so?
- 2002: Stehengeblieben

Albums
- 1998: Echt
- 1999: Freischwimmer
- 2001: Recorder